# Marija Jovanović
Marija Jovanović (Titograd, 1985. december 26. –) montenegrói válogatott kézilabdázó.

## Pályafutása

### Klubcsapatban
Jovanović a ŽRK Medicinar Šabac csapatában kezdett kézilabdázni. 2005-ben szerződött a montenegrói bajnok Budućnost Podgoricába. Ezzel a csapattal a montengrói bajnoki és kupagyőzelmek mellett kétszer megnyerte a Kupagyőztesek Európa-kupáját, a Bajnokok ligájában pedig az elődöntőig jutott. 2011-től lett a román bajnok Oltchim Vâlcea játékosa, ahol két szezont töltött a súlyos anyagi gondokkal küzdő csapatban. A román csapat 2013-ban megszűnt, ezután egy évre az orosz GK Asztrahanocskában játszott. Franciaországban az Issy Parisnél két szezont töltött, amellyel 2016-ban Kupagyőztesek-Európa kupájában elődöntőig jutott a csapattal, ahol a későbbi győztes Team Tvis Holstebro búcsúztatta. 2016 októberében igazolt a Ferencvárosi TC-hez. A 2016-17-es szezonban kupát nyert a zöld-fehérekkel, a 2017-18-as szezon végén pedig bejelentette visszavonulását.

### A válogatottban
A montenegrói válogatottal két érmet nyert világversenyen. Tagja volt a 2012-es olimpián az ország történetének első érmét szerző, ezüstérmes válogatottnak. Ugyanebben az évben az Európa-bajnokságon aranyérmes lett. A 2016-os rioi olimpiára tartalékként nevezték, majd miután a montenegrói válogatott három vereséggel kezdett, becserélték Bojana Popović helyére az utolsó két csoportmérkőzésre. Győzelmet ezen az olimpián nem ért el a montenegrói válogatott, csoportutolsóként esett ki a tornáról.

## Sikerei
- Olimpia ezüstérmes: 2012
- Európa-bajnokság győztese: 2012
- Kupagyőztesek Európa-kupája győztese: 2006, 2010
- Montenegrói bajnokság győztese: 2006, 2007, 2008, 2009, 2010, 2011
- Román bajnokság győztese: 2012, 2013